# Kabinet-D'Alema II
Het kabinet-D'Alema II werd op 22 december 1999 gevormd, na de val van de regering-D'Alema I. De regering bleef aan tot 25 april 2000.
De coalitieregering bestond uit:
- Democratici di Sinistra (democratisch-socialistisch)
- Partito Popolare Italiano (centrumlinks-christendemocratisch)
- I Democratici (centrumpartij, sociaalliberaal en sociaaldemocratisch)
- Rinnovamento Italiano (sociaalliberaal)
- Federazione dei Verdi (groen)
- Partito dei Comunisti Italiani (communistisch)
- UDEUR (centrumpartij, christendemocratisch)
- Onafhankelijken

## Kabinet–D'Alema II (1999–2000)
| Ambtsbekleder | Ambtsbekleder        | Ambtsbekleder                    | Functie                                    | Ambtstermijn     | Ambtstermijn    | Partij |
| ------------- | -------------------- | -------------------------------- | ------------------------------------------ | ---------------- | --------------- | ------ |
|               | Massimo D'Alema      | Massimo D'Alema (1949)           | Premier                                    | 21 oktober 1998  | 25 april 2000   | DS     |
|               | Enrico Luigi Micheli | Enrico Luigi Micheli (1938–2011) | Secretaris- generaal                       | 22 december 1999 | 11 juni 2001    | PPI    |
|               | Enzo Bianco          | Enzo Bianco (1951)               | Minister van Binnenlandse Zaken            | 22 december 1999 | 11 juni 2001    | ID     |
|               | Lamberto Dini        | Lamberto Dini (1931)             | Minister van Buitenlandse Zaken            | 17 mei 1996      | 11 juni 2001    | RI     |
|               | Vincenzo Visco       | Vincenzo Visco (1942)            | Minister van Financiën                     | 17 mei 1996      | 25 april 2000   | DS     |
|               | Giuliano Amato       | Giuliano Amato (1938)            | Minister van de Schatkist en het Budget    | 13 mei 1999      | 25 april 2000   | O      |
|               | Oliviero Diliberto   | Oliviero Diliberto (1956)        | Minister van Justitie                      | 21 oktober 1998  | 25 april 2000   | PdCI   |
|               | Enrico Letta         | Enrico Letta (1966)              | Minister van Economische Zaken             | 22 december 1999 | 11 juni 2001    | PPI    |
|               | Sergio Mattarella    | Sergio Mattarella (1941)         | Minister van Defensie                      | 22 december 1999 | 11 juni 2001    | PPI    |
|               | Rosy Bindi           | Rosy Bindi (1951)                | Minister van Volksgezondheid               | 17 mei 1996      | 25 april 2000   | PPI    |
|               | Cesare Salvi         | Cesare Salvi (1948)              | Minister van Arbeid en Sociale Zaken       | 21 juni 1999     | 11 juni 2001    | DS     |
|               | Luigi Berlinguer     | Luigi Berlinguer (1932)          | Minister van Onderwijs                     | 17 mei 1996      | 25 april 2000   | DS     |
|               | Ortensio Zecchino    | Ortensio Zecchino (1943)         | Minister van Hoger Onderwijs en Wetenschap | 21 oktober 1998  | 1 februari 2001 | PPI    |
|               | Pier Luigi Bersani   | Pier Luigi Bersani (1951)        | Minister van Transport                     | 22 december 1999 | 11 juni 2001    | DS     |
|               | Willer Bordon        | Willer Bordon (1949–2015)        | Minister van Infrastructuur                | 22 december 1999 | 25 april 2000   | ID     |
|               | Paolo De Castro      | Paolo De Castro (1958)           | Minister van Landbouw                      | 21 oktober 1998  | 25 april 2000   | ID     |
|               | Edo Ronchi           | Edo Ronchi (1950)                | Minister van Milieu                        | 17 mei 1996      | 25 april 2000   | FdV    |
|               | Giovanna Melandri    | Giovanna Melandri (1962)         | Minister van Cultuur                       | 21 oktober 1998  | 11 juni 2001    | DS     |
|               | Salvatore Cardinale  | Salvatore Cardinale (1948)       | Minister van Communicatie                  | 21 oktober 1998  | 11 juni 2001    | UDR    |
|               | Agazio Loiero        | Agazio Loiero (1940)             | Minister voor Parlementaire Betrekkingen   | 22 december 1999 | 25 april 2000   | UDR    |
|               | Franco Bassanini     | Franco Bassanini (1940)          | Minister voor Publieke Diensten            | 22 december 1999 | 11 juni 2001    | DS     |
|               | Antonio Maccanico    | Antonio Maccanico (1924–2013)    | Minister voor Bestuurlijke Vernieuwing     | 13 mei 1999      | 11 juni 2001    | UD     |
|               | Patrizia Toia        | Patrizia Toia (1950)             | Minister voor Europese Zaken               | 22 december 1999 | 25 april 2000   | PPI    |
|               | Katia Bellillo       | Katia Bellillo (1951)            | Minister voor Regionale Zaken              | 21 oktober 1998  | 25 april 2000   | PdCI   |
|               | Livia Turco          | Livia Turco (1955)               | Minister voor Sociale Cohesie              | 17 mei 1996      | 11 juni 2001    | DS     |
|               | Laura Balbo          | Laura Balbo (1933)               | Minister voor Gelijkheid                   | 21 oktober 1998  | 25 april 2000   | FdV    |

De Gasperi II · De Gasperi III · De Gasperi IV · De Gasperi V · De Gasperi VI · De Gasperi VII · De Gasperi VIII · Pella · Fanfani I · Scelba · Segni I · Zoli · Fanfani II · Segni II · Tambroni · Fanfani III · Fanfani IV · Leone I · Moro I · Moro II · Moro III · Leone II · Rumor I · Rumor II · Rumor III · Colombo · Andreotti I · Andreotti II · Rumor IV · Rumor V · Moro IV · Moro V · Andreotti III · Andreotti IV · Andreotti V · Cossiga I · Cossiga II · Forlani · Spadolini I · Spadolini II · Fanfani V · Craxi I · Craxi II · Fanfani VI · Goria · De Mita · Andreotti VI · Andreotti VII · Amato I · Ciampi · Berlusconi I · Dini · Prodi I · D'Alema I · D'Alema II · Amato II · Berlusconi II · Berlusconi III · Prodi II · Berlusconi IV · Monti · Letta · Renzi · Gentiloni · Conte I · Conte II · Draghi · Meloni